# Kolegium Specjalne NKWD
Kolegium Specjalne NKWD (ros. Особое совещание при НКВД СССР, Osoboje sowieszczanije, tzw. OSO, Centralna Trójka) – kolegialny organ w ramach tajnej policji GPU- OGPU-NKWD-MGB w okresie rządów Józefa Stalina i jego reżimu zwanego stalinizmem. Powołał je w 1934 roku Wszechrosyjski Centralny Komitet Wykonawczy (WCIK) uchwałą, która w jego skład wcieliła kierownika Ludowego Komisariatu Spraw Wewnętrznych ZSRR, jego zastępców i pełnomocnego przedstawiciela na terytorium RFSRR, naczelnika Głównego Zarządu Milicji Robotniczo-Chłopskiej, oraz Ludowego Komisarza republiki radzieckiej, na której terytorium popełniono czyn podlegający rozpoznaniu kolegium. W posiedzeniach brał udział Prokurator Generalny ZSRR lub jego zastępca, którzy w przypadku braku zgody zarówno z decyzją kolegium jak i przekazaniem sprawy do kolegium mieli prawo odwołania do Prezydium WCIK. W tych przypadkach wykonanie decyzji kolegium zostało zawieszone do czasu podjęcia decyzji w tej sprawie przez Prezydium WCIK. 
Kolegium było organem pseudo-sądowniczym, karało za czyny przeciwne ustrojowi radzieckiemu, w szczególności zdradę ojczyzny, dezercję, bliżej nieokreślone szkodnictwo i propagandę kontrrewolucyjną. Nie przestrzegało procedur i gwarancji procesowych, w tym prawa do obrony, niemal wszystkie sprawy rozpoznawało zaocznie i doraźnie. Wachlarz spraw i kar zmieniał się od zesłań, przez pozbawienie wolności i pracę przymusową w łagrze systemu Gułag, konfiskatę majątku, aż do kary śmierci w dobie wojny z Niemcami. W czasie Wielkiego terroru w ZSRR, kolegium rozpoznawało rocznie do 30000 spraw, zwykle 200–1000 podczas każdego posiedzenia, po II wojnie światowej odegrało znaczącą rolę w prześladowaniu ruchów narodowowyzwoleńczych w krajach bałtyckich i w stalinizacji Polski. Według oficjalnych danych osądziło 442531 osób, z czego 10101 skazało na śmierć, 360921 na więzienie, 67539 na zesłanie, 3970 na inne kary. Podczas zbrodni katyńskiej w 1940 roku miało zadbać o całkowite utajnienie ludobójstwa mimo znacznej skali szacowanej na 25000 osób. W jego skład wchodzili wówczas Leonid Basztakow, Bogdan Kobułow i Wsiewołod Mierkułow.

## Literatura
- Encyklopedia II wojny światowej, Warszawa